# Zonta International
Zonta International (ZI) ist ein internationaler Service Club von Frauen, die oft in verantwortungsvollen Positionen arbeiten, und die sich dafür einsetzen, die Lebenssituation von Frauen in rechtlicher, politischer, wirtschaftlicher, beruflicher und gesundheitlicher Hinsicht zu verbessern. Das Motto lautet „Zonta ist Begegnung – weltweit“. Zonta International ist überparteilich, überkonfessionell und weltanschaulich neutral. Der Hauptsitz von Zonta International befindet sich in Oak Brook (Illinois). Zonta ist als Nichtregierungsorganisation (NGO) mit konsultativem Status bei der UNO seit deren Gründung 1945 vertreten. Zonta International (ZI) ist seit 1983 im Europarat vertreten und eine von 320 NGOs mit partizipatorischem Status.

## Organisation
Weltweit bestehen in 63 Ländern über 1.100 Clubs mit rund 27.000 Mitgliedern. Die Clubs einer Region sind in einer „Area“ zusammengefasst. Mehrere Areas bilden einen von der Governor geleiteten „District“, von denen es weltweit 32 gibt. Die Gesamtinteressen von Zonta International vertritt und koordiniert der internationale Vorstand – das Zonta International Board mit Sitz in Chicago.
Alle zwei Jahre finden internationale Konferenzen statt, bei denen alle Clubs über die zukünftigen Projekte von Zonta International mitbestimmen können. Es werden die International Presidents und die übrigen Board-Mitglieder gewählt. Von der Club- bis zur obersten internationalen Ebene nehmen die Amtsträgerinnen ihre Funktionen jeweils für zwei Jahre wahr – ein Biennium. 2018 bis 2020 war die erste deutsche Präsidentin Susanne von Bassewitz, die seit 1994 Mitglied beim Zonta Club Düsseldorf II ist. Im Biennium 2022 bis 2024 ist mit Ute Scholz die zweite Deutsche die President International. Sie ist Mitglied im Zonta-Club (ZC) Verden.
Seit 1948 gibt es außerdem die „Z-Clubs“ und die „Golden Z-Clubs“, die als Unterorganisation in Form von Studentenclubs gegründet wurden. Diese ermöglichen es Schülerinnen und Studentinnen Führungsqualitäten zu entwickeln, potentielle Berufsperspektiven zu evaluieren und sich in ihren Gemeinden, Schulen und international zu engagieren. Die Z- und die Golden Z-Clubs werden von Zonta-Clubs betreut. Sie stellen Ressourcen, Informationen und Beratung für deren Mitglieder zur Verfügung.
Zur Mitgliedschaft bei Zonta wird man von anderen Clubmitgliedern eingeladen.

## Geschichte
Gegründet wurde die „Confederation of Zonta Clubs“ am 8. November 1919 in Buffalo, New York, von der Journalistin und Dramatikerin Marian De Forest. Der Name „Zonta“ stammt aus dem Lakota, einer Sprache der Sioux-Familie, und bedeutet „ehrenhaft“, „integer“ und „vertrauenswürdig“. Bea Solomon, Stifterin des Bea and Irving Solomon-Awards, komponierte 1972 den Zonta-Song Voice, Hands and Hearts. 2019/20 fanden weltweit zahlreiche Feiern anlässlich des 100. Jubiläums von Zonta statt.

## Aufgaben
Ziel von Zonta ist es, die Lebenssituation von Frauen im rechtlichen, politischen, wirtschaftlichen und beruflichen Bereich zu verbessern. Die Umsetzung dieser Mission geschieht in Form von Serviceprojekten. Neben den internationalen Projekten unterstützt außerdem jeder einzelne Zonta Club lokale und regionale Frauenprojekte, über die die jeweiligen Club-Websites Auskunft geben.
Zonta International (ZI) setzen sich auf internationaler, nationaler und lokaler Ebene für Fragen der Menschenrechte und der Gleichstellung der Geschlechter ein. In Kooperation mit internationalen Hilfsorganisationen wie den UN women, UNICEF, UNESCO und anderen internationalen Nichtregierungsorganisationen (NGOs) werden Projekte finanziert, die Zugang zu Bildung und Trainingsprogrammen, Beendigung der Kinderheirat, Verbesserung der gesundheitlichen Versorgung, Hilfen beim Wiederaufbau nach Kriegs- und Krisensituationen sowie gezielte Maßnahmen gegen institutionalisierte Gewalt gegen Frauen unterstützen.
Die Projekte im Biennium 2020–2022 sind:
- mit UNICEF „Lasst uns lernen in Madagaskar: Ein integriertes Programm für heranwachsende Mädchen“ – Phase III (Volumen 500.000 US$)

- mit UNICEF und UNFPA ein längerfristiges Projekt zur Beendigung von Kinderehen durch eine beschleunigte globale Aktion, beginnend bis 2019 in 12 Ländern in Afrika, Asien und im Yemen – Phase II (Volumen 1.500.000 US$)

- mit UNICEF USA das Projekt „Gesundheit und Schutz für jugendliche Mädchen in Peru“ (Volumen 1.000.000 US$)

- mit UNFPA das Projekt „Unterstützung für Überlebende geschlechtsspezifischer Gewalt in Papua-Neuguinea und Timor-Leste“ (Volumen 1.000.000 US$)

Neben dem karitativen Engagement ist die berufliche Förderung junger Frauen ein wesentliches Ziel von Zonta International. Hierzu werden weltweit Stipendien und Preise vergeben (z. B. Amelia Earhart Fellowship, Young Women in Public Affairs Award, Jane M. Klausman Award).
Eines der bekanntesten Sozialprojekte von Zonta International ist das Projekt „Zonta says NO“ mit dem Ziel, ein Zeichen gegen häusliche Gewalt und Gewalt an Frauen zu setzen. Die 2012 gestartete internationale Kampagne unterstützt jeweils vom 25. November bis zum 10. Dezember die unter dem Motto 'Orange The World' stehenden 16 Days of Activism der Vereinten Nationen. In zahlreichen deutschen Städten und Kommunen setzen Zonta Clubs ab dem 25. November sichtbare Zeichen in Orange.
Ein weiteres wichtiges Datum ist seit dem Beschluss der International Convention in Chicago 1998 der 8. März, der Internationale Frauentag wird als Zonta Rose Day gefeiert. Zontians spenden in Erinnerung an berühmte Zontians an die Zonta Foundation for Women.
Über die Aktivitäten informieren „The Zontian“ und „The Zontian eNewsletter“ sowie die Zonta Website und der YouTube-Channel.

## Regionale Verbreitung
Zonta hat weltweit ca. 30.000 Mitglieder in 67 Ländern, die in 1.200 lokalen Zonta Clubs (ZC) organisiert sind.
Der erste ZC Europas wurde 1931 in Wien gegründet. In Österreich gibt es derzeit 14, in der Schweiz 21 Zonta Clubs.
1931 wurde der erste deutsche Zonta Club in Hamburg gegründet. Zur nächsten Clubgründung kam es nach dem Zweiten Weltkrieg 1952 in München, weitere folgten nach kurzer Zeit. In Berlin fanden sich nach dem Mauerfall 1989 Frauen aus West und Ost zu einem Club zusammen. 1992 entstanden in Leipzig und Weimar die ersten Clubs in den neuen Bundesländern. Heute gibt es in Deutschland 136 Clubs mit über 4.000 Mitgliedern, die in der Union deutscher Zonta Clubs zusammengeschlossen sind. Alle zwei Jahre finden Konferenzen der Zonta-Union statt, deren Teilnahme für alle Clubs in Deutschland verbindlich ist.

## Bekannte Zontians
Die Frauen sind alphabetisch nach dem Nachnamen sortiert.
- Alma del Banco (1862–1943), Malerin
- Katarina Barley (* 1968), deutsche Politikerin (SPD)
- Susanne von Bassewitz, International President 2020–2022[9][10]
- Gertrud Bing (1892–1964), Kunsthistorikerin und Philosophin[11]
- Herta Däubler-Gmelin (* 1943), deutsche Juristin und Politikerin (SPD)
- Ida Dehmel (1870–1942), Kunstförderin, Gründerin künstlerischer Vereinigungen und Frauenrechtlerin
- Julia Dingworth-Nusseck (1921–2025), Wirtschaftsjournalistin
- Marion Gräfin Dönhoff (1909–2002), deutsche Publizistin, Redakteurin und Mitherausgeberin der Zeit
- Lisa Dräger (1920–2015), Mäzenin und Gründerin der Lisa-Dräger-Stiftung
- Marianne Dwars (1936–2023), deutsche Journalistin und Autorin, Mitbegründerin des ZC Neumünster 1991[12][13]
- Amelia Earhart (1897– verschollen 1937), US-amerikanische Flugpionierin und Frauenrechtlerin
- Uta Falter-Baumgarten (1924–2022), Bildhauerin und Keramikerin
- Marian de Forest (1864–1935), US-amerikanische Journalistin und Dramaturgin; Gründerin von Zonta
- Gabriele Fritsch-Vivié (* ca. 1958), deutsche Theaterwissenschaftlerin, Dramaturgin und Publizistin
- Christine Gerberding, Redaktionsleiterin beim NDR, Mitbegründerin des ZC Hamburg-Hafen[14]
- Klotilde Gollwitzer-Meier (1894–1954), deutsche Ärztin und Physiologin
- Amélie Gutknecht-Horne (1952–2021), Rechtsanwältin
- Friederike Haufe, deutsche Pianistin
- Beatrix Kempf (1908–2009), österreichische Redakteurin, später Chefredakteurin des österreichischen Bundespressedienstes
- Hannelore Kohl (1933–2001), deutsche Gründerin und bis zu ihrem Tod 2001 Präsidentin der Hannelore Kohl-Stiftung, Ehrenmitglied des Zonta Clubs Ludwigshafen
- Sylvia Krauss-Meyl (* 1951), deutsche Historikerin, Archivarin und Autorin
- Jessica Libbertz (* 1974), deutsche Fernsehmoderatorin und Sachbuchautorin
- Angelika Menne-Haritz (* 1949), deutsche Archivarin, von 1988 bis 1993 Studienleiterin der Archivschule Marburg, von 1994 bis 2001 Leiterin der Archivschule Marburg, von 2006 bis 2014 Vizepräsidentin des Bundesarchivs
- Elisabeth Moltmann-Wendel (1926–2016), Gründungsmitglied des ZC Reutlingen
- Heike Mundzeck (1938–2023), Journalistin und Filmemacherin
- Lore Maria Peschel-Gutzeit (1932–2023), Juristin und Politikerin (SPD), 1977 bis 1981 Vorsitzende des Deutschen Juristinnenbundes, ehemalige Justizsenatorin von Hamburg und Berlin
- Elisabeth Ruge (1936–2023), Journalistin und Autorin, Gründerin des Clubs Aumühle-Sachsenwald
- Pia Rumler-Detzel (1934), Juristin
- Rosa Schapire (1874–1954), Kunsthistorikerin und Mäzenin der Künstlergruppe Brücke
- Magdalene Schoch (1897–1987), Juristin und ab 1931 sechs Jahre Vorsitzende des neu gegründeten Hamburger Zonta-Clubs[15]
- Ute Scholz, International President 2022–2024[16]
- Königin Silvia von Schweden (* 1943), Gründerin der World Childhood Foundation, Schirmherrin von 62 wohltätigen Vereinigungen
- Heide Simonis (1943–2023), Ehrenmitglied des ZC Neumünster
- Jewgenija Stantchev (1936–2021), Geschäftsführerin von Siloco[17]
- Rita Süssmuth (* 1937), Erziehungswissenschaftlerin und Politikerin, von 1988 bis 1998 Präsidentin des Deutschen Bundestages; Ehrenmitglied von Zonta International
- Sabine Sütterlin-Waack, (* 1958), Juristin und Politikerin (CDU), von 2013 bis 2017 Mitglied des Deutschen Bundestages, Juni 2017 bis April 2020 Ministerin für Justiz, Europa, Verbraucherschutz und Gleichstellung und seit April 2020 schleswig-holsteinische Innenministerin
- Susanne Tiedchen, Vorsitzende Richterin am Finanzgericht Berlin[18]
- Margaret Thatcher (1925–2013), britische Politikerin, von 1979 bis 1990 Premierministerin des Vereinigten Königreichs
- Birte Toepfer (1945–2010), Mäzenin und Stiftungsratsvorsitzende
- Angelika C. Wagner (1944–2023), Psychologin, Professorin Universität Hamburg, Gründerin des ZC Reutlingen und des ersten Frauenhauses in Reutlingen, Trägerin des Bundesverdienstkreuzes I. Klasse[19][20]
- Harriet Wegener (1890–1980), Autorin und Politikerin (DDP, nach 1945 FDP)

## Fachbeiträge
- Service Clubs: „Qualität zählt mehr als Vitamin B“, Simon Hage im Gespräch mit Sebastian Gradinger in: manager-magazin.de, 16. November 2006.